# SNCB/NMBS

Útvonal térkép

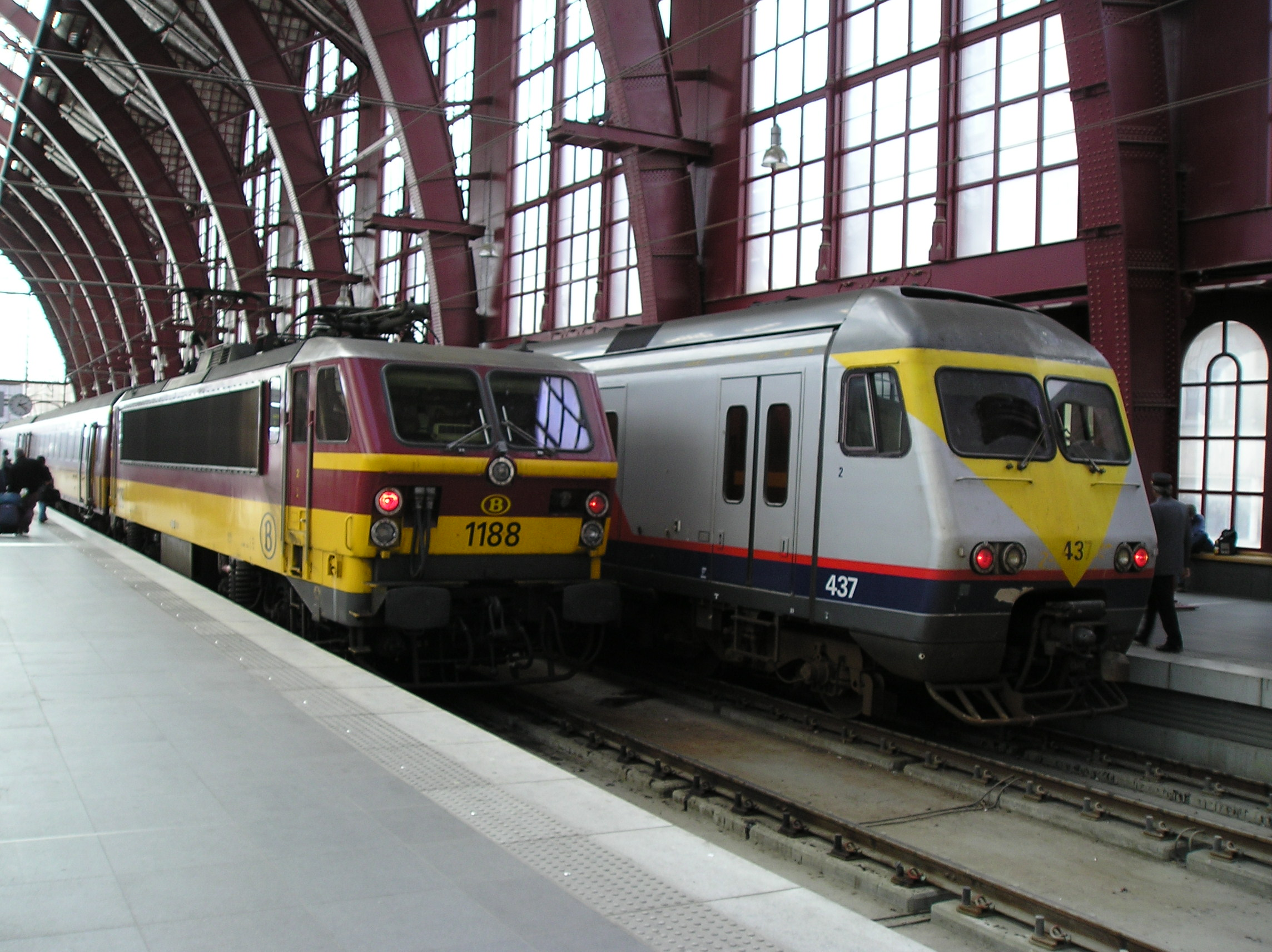
NMBS/SNCB vonatok Antwerpen állomáson.

Az NMBS/SNCB, (magyar nyelven: Belga Nemzeti Vasúttársaság, hollandul: Nationale Maatschappij der Belgische Spoorwegen, NMBS; franciául: Société nationale des chemins de fer belges, SNCB; németül: Nationale Gesellschaft der Belgischen Eisenbahnen) Belgium nemzeti vasúttársasága. A társaság hivatalosan a holland és francia rövidítéseket, NMBS/SNCB használja.
Az 1936-ban Henry van de Velde által tervezett vállalati logó egy nyelvileg semleges B betűből áll, amely egy vízszintes oválisban helyezkedik el.
A vonalak hossza 3 536 km, ebből 2 950 km villamosított 3 000 volt egyenárammal és 351 km 25 kV 50 Hz-es váltakozó árammal.

## Története
Az NMBS/SNCB egy autonóm állami vállalat, amelyet 1926-ban alapítottak a Belga Állami Vasutak utódjaként. 1942 és 1944 között, a náci Németország által Belgiumban végrehajtott megszállás idején, a vállalat 51 millió belga frankot kapott a náci Németországtól azért, hogy 28 vonattal 25 843 zsidót és romát szállítson Auschwitzba, ahol csak 1195-en maradtak életben. A vállalat emellett 16 000 politikai foglyot is koncentrációs táborokba szállított.
2005-ben a társaságot három részre osztották: az Infrabel, amely a vasúti infrastruktúrát, a hálózat üzemeltetését és a hálózati hozzáférést kezeli, a közszolgáltató vasúti üzemeltető NMBS/SNCB, amely a vasúti teherszállítást (B-Cargo) és az utasforgalmat kezeli, valamint az NMBS/SNCB-Holding, amely mindkét közszolgáltató társaság tulajdonosa és felügyeli azok együttműködését. Lényegében ez egy lépés volt a vasúti árufuvarozási és személyszállítási szolgáltatások jövőbeli liberalizációjának elősegítése érdekében, összhangban az európai szabályozással. Azóta több árufuvarozó is kapott hozzáférési engedélyt a belga hálózathoz. 2011 februárjában az NMBS/SNCB Logistics különálló vállalkozásként kezdte meg működését.
A növekvő veszteségek miatt 2012 júniusában a belga közlekedési miniszter további reformokat jelentett be: az NMBS/SNCB Holdingot fel fogják osztani, így az NMBS/SNCB (a vasúti üzemeltető) elkülönül az Infrabeltől (az infrastruktúra tulajdonosától). A szakszervezetek ellenzik a reformot.
Az NMBS/SNCB-Holdingot 2014-ben beolvasztották az NMBS/SNCB-be a belga vasutak struktúrájának egyszerűsítése érdekében.

## Működés
2008-ban az NMBS/SNCB 207 millió utast szállított, összesen 8676 millió utaskilométert egy 3536 kilométer hosszú hálózaton (ebből 2950 km villamosított, főként 3000 V egyenárammal, és 351 km 25 kV 50 Hz 25 kV 50 Hz váltakozó árammal). 2024-ben ez a szám 245 millió utasra emelkedett. A vasúti hálózat 3733 km-re bővült, amelyből 3286 km villamosított.
A hálózat jelenleg négy, 300 km/h sebességű forgalomra alkalmas nagysebességű vonalat tartalmaz: a HSL 1 Brüsszel déli részétől a francia határig tart, ahol továbbhalad az LGV Nord háromszög alakú csomópontjáig, amely Párizs Nord és Lille Flandres (és azon túl London) felé vezet. a HSL 2 Leuvenből indul Ansba, majd tovább Liège-Guilleminsbe, a HSL 3 Liège-ből indul az aacheni német határig, a HSL 4 pedig összeköti a hollandiai HSL-Zuid vonallal, hogy Antwerpen-Centraal és Rotterdam Centraal között is közlekedhessenek a vonatok.

## Nemzeti végrehajtó szerv
Előfordul, hogy az utasok nem elégedettek a vasúttársaságok válaszával, vagy egy hónap alatt nem kapnak választ, ebben az esetben a Szövetségi Közszolgálati Mobilitási és Közlekedési Hivatal segítségét kérhetik.

## Képgaléria

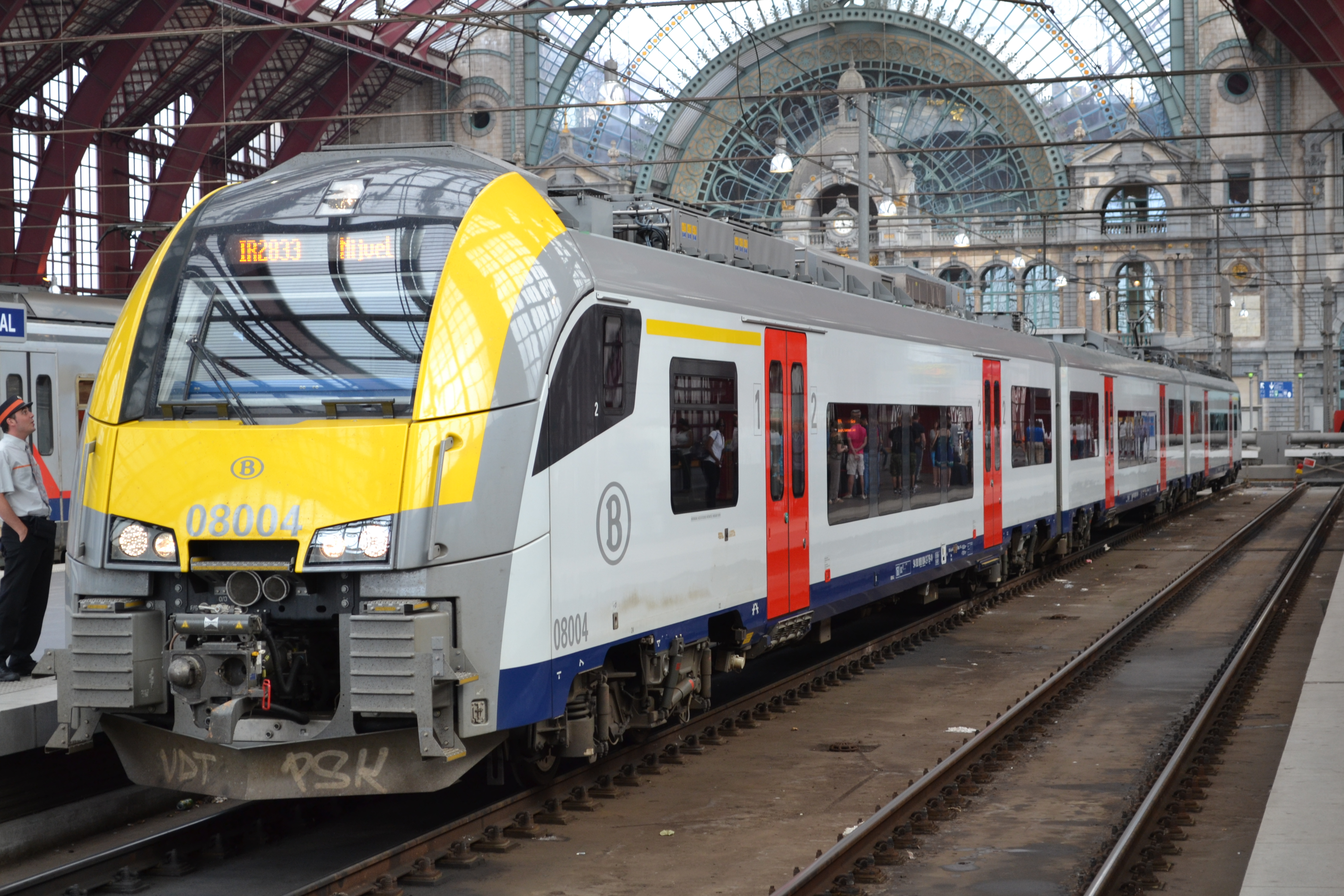
NMBS/SNCB MS08/AM08 Siemens Desiro motorvonat Antwerpen-Centraal állomáson
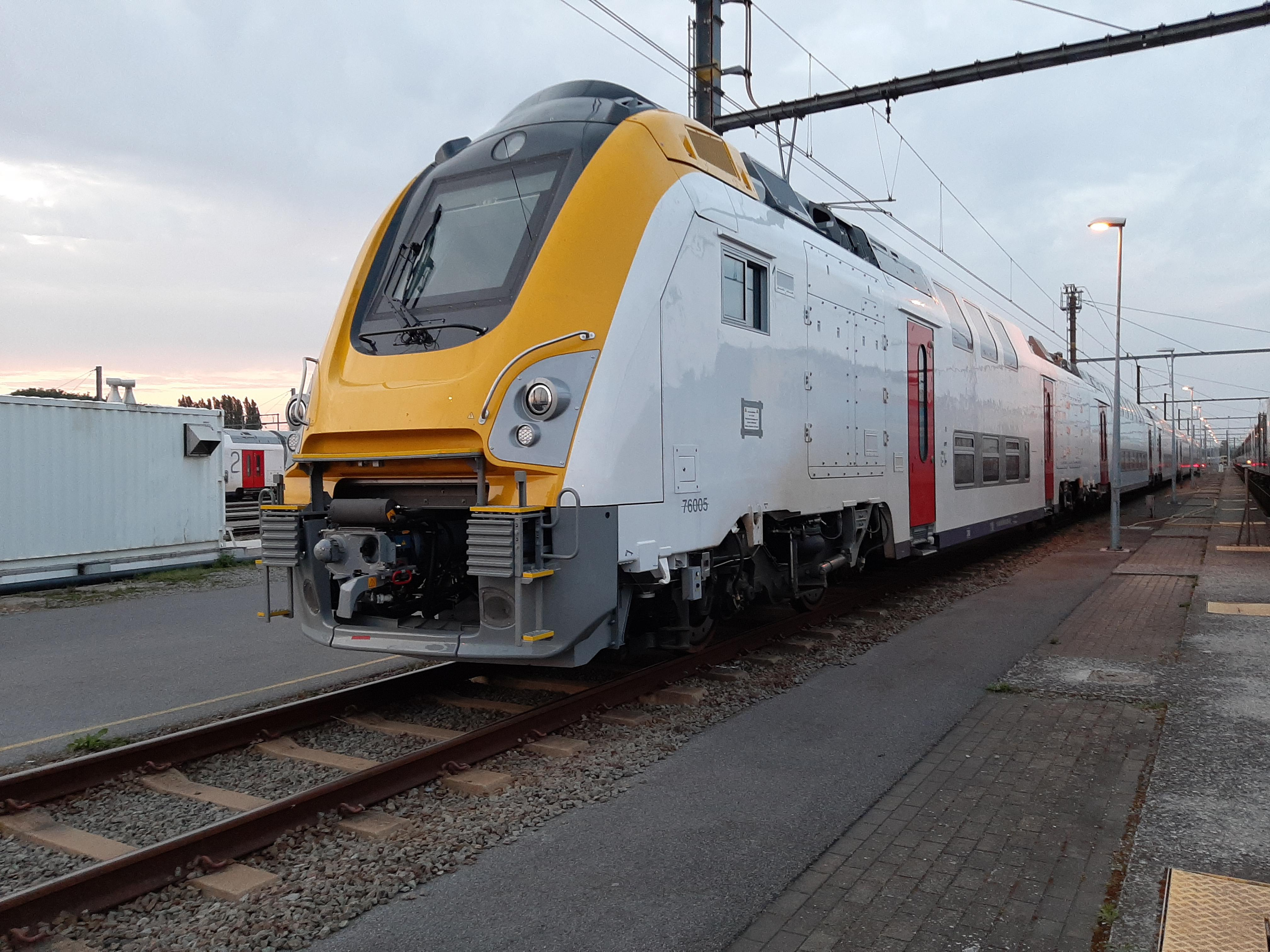
NMBS/SNCB M7 sorozatú emeletes motorvonat
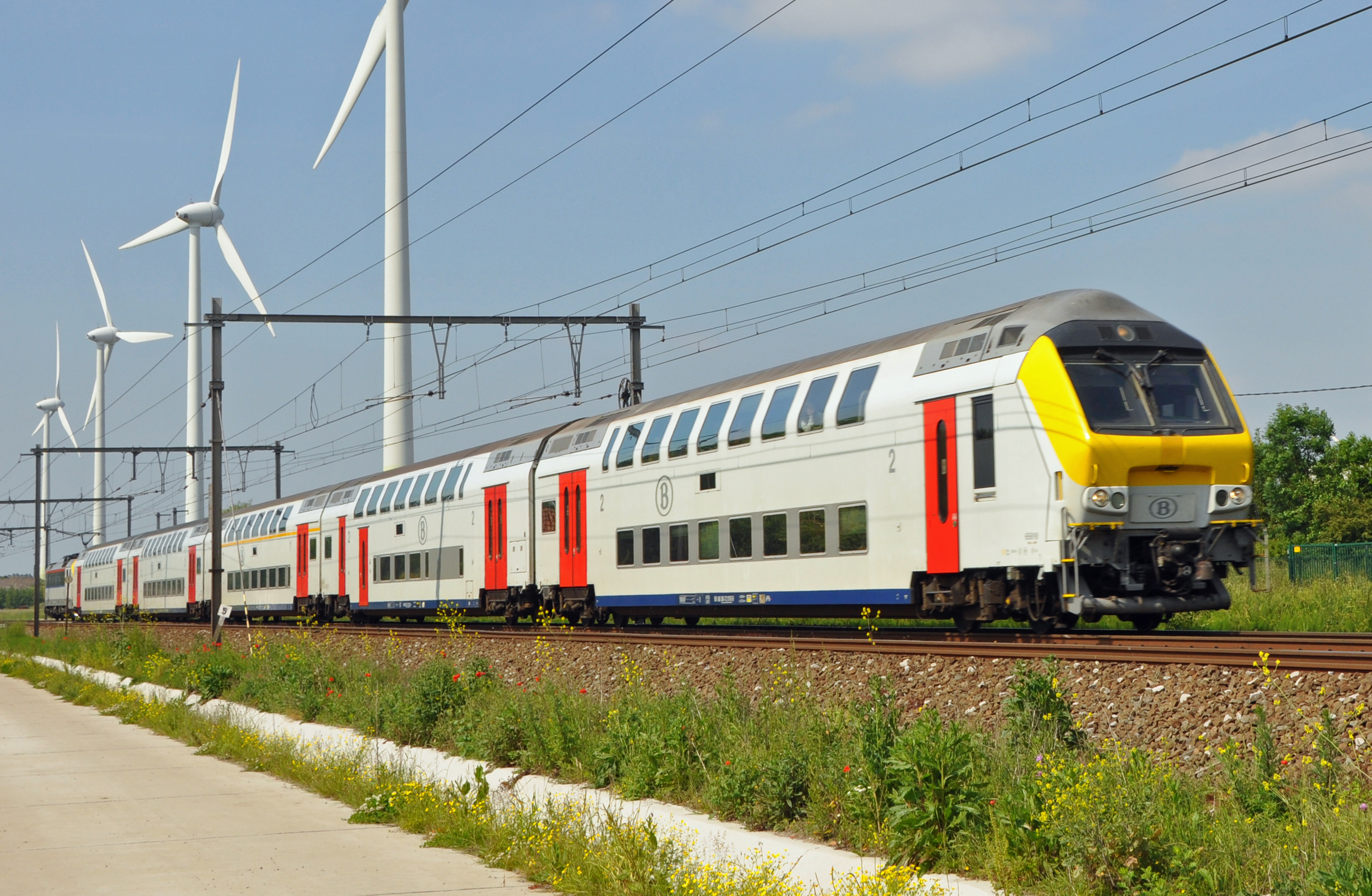
NMBS/SNCB M6 sorozatú emeletes motorvonat
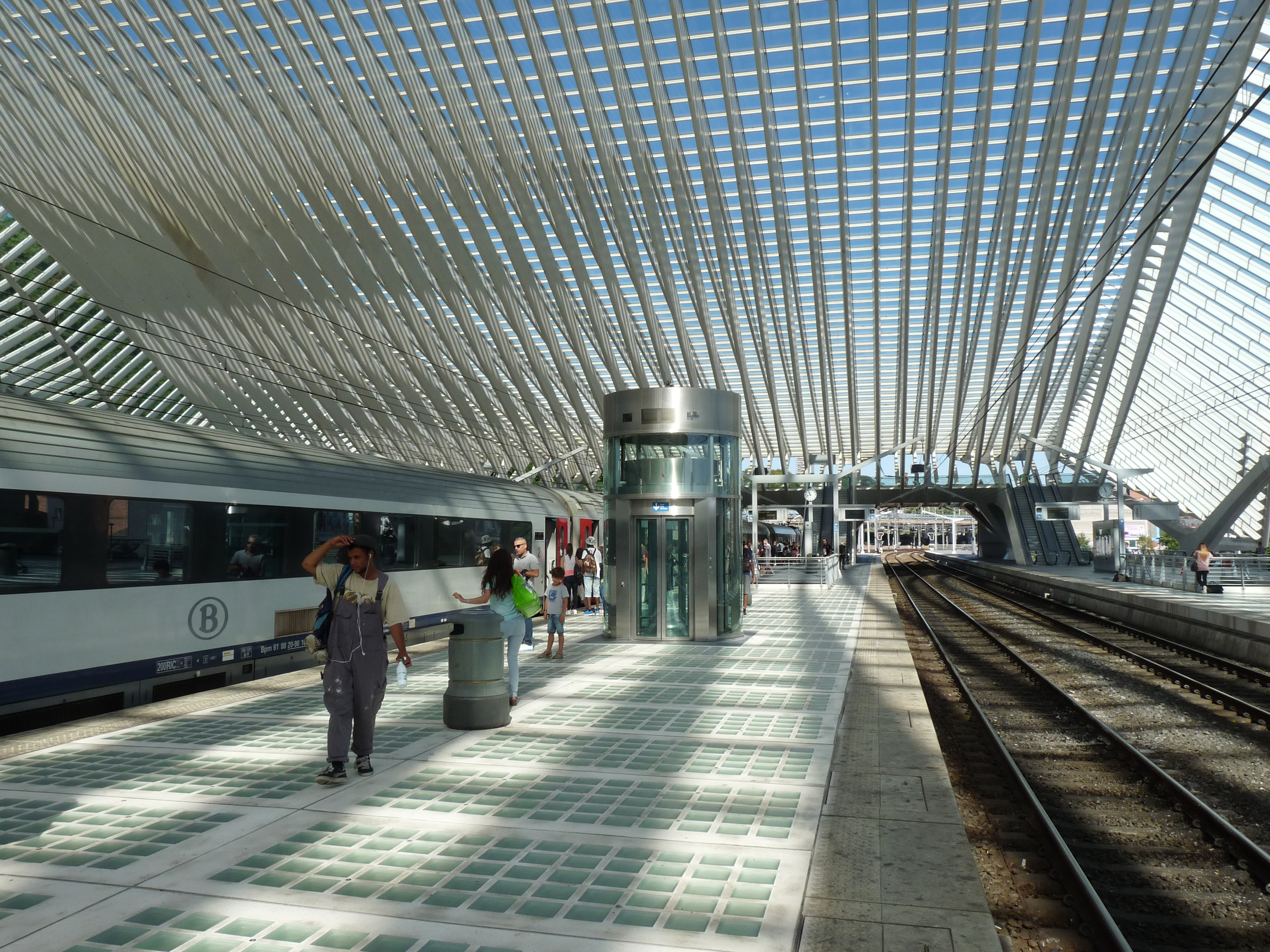
Liège-Guillemins állomás
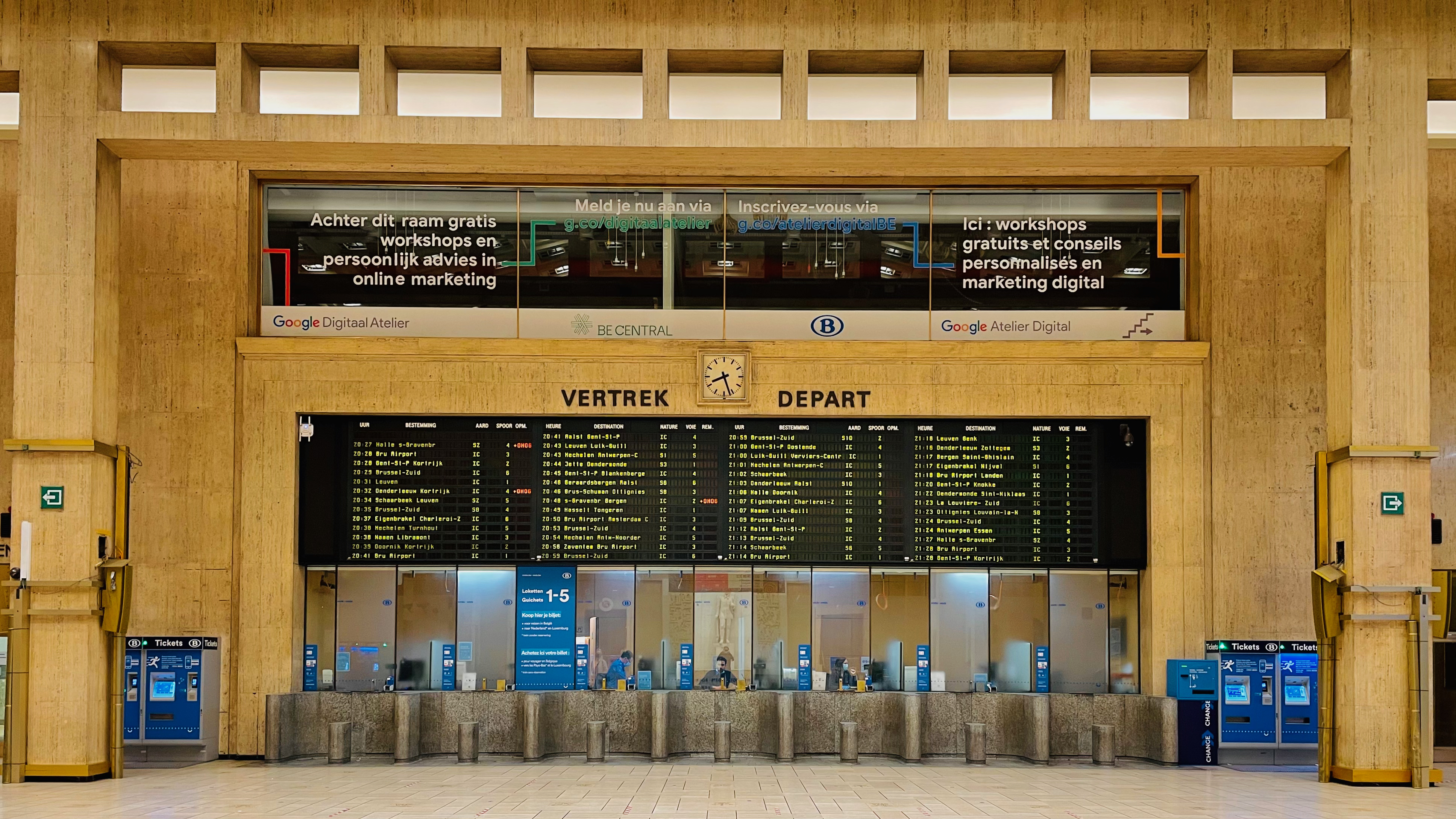
Bruxelles-Central váróterme
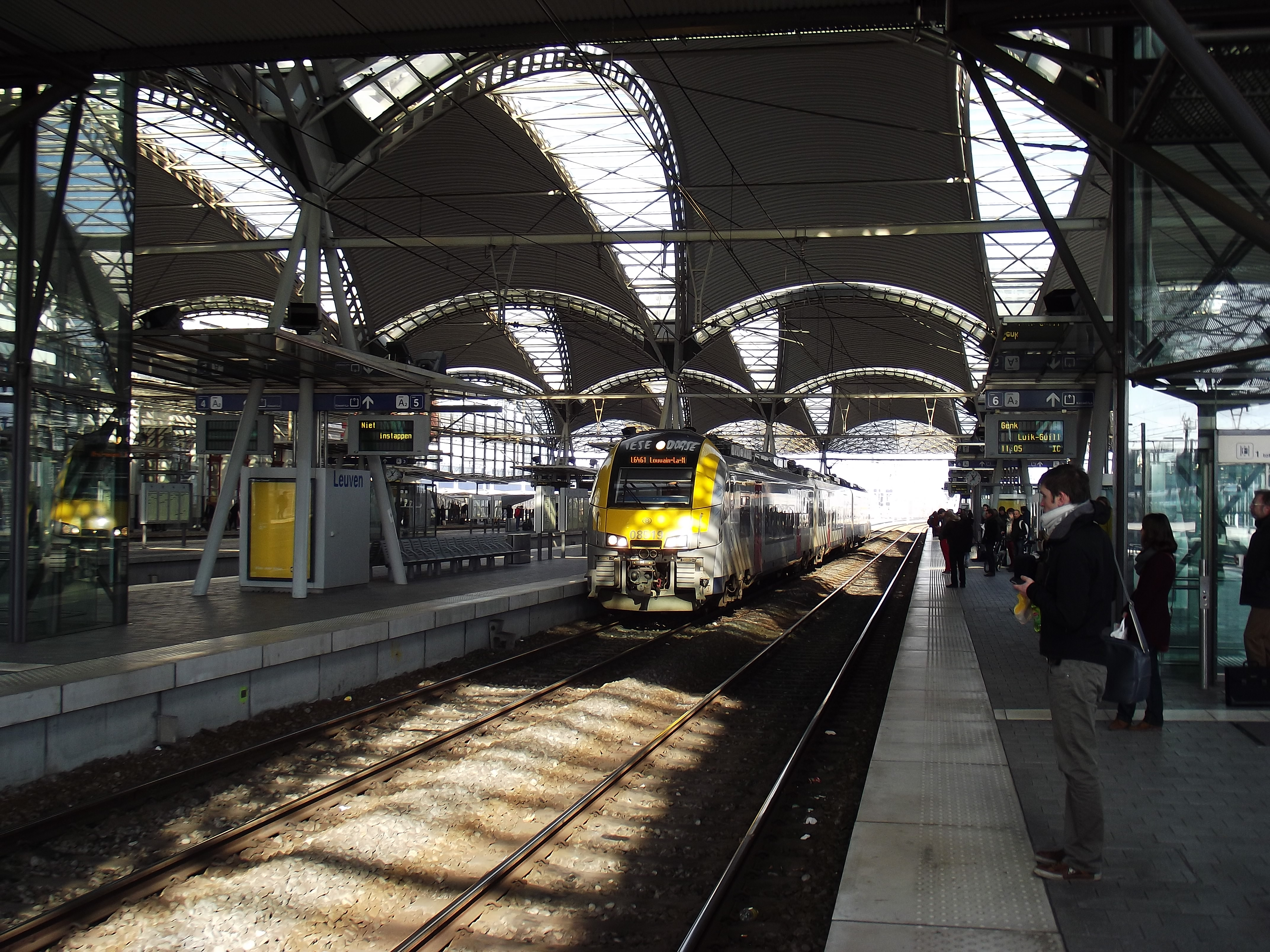
NMBS/SNCB MS08/AM08 Siemens Desiro motorvonat Leuven állomáson
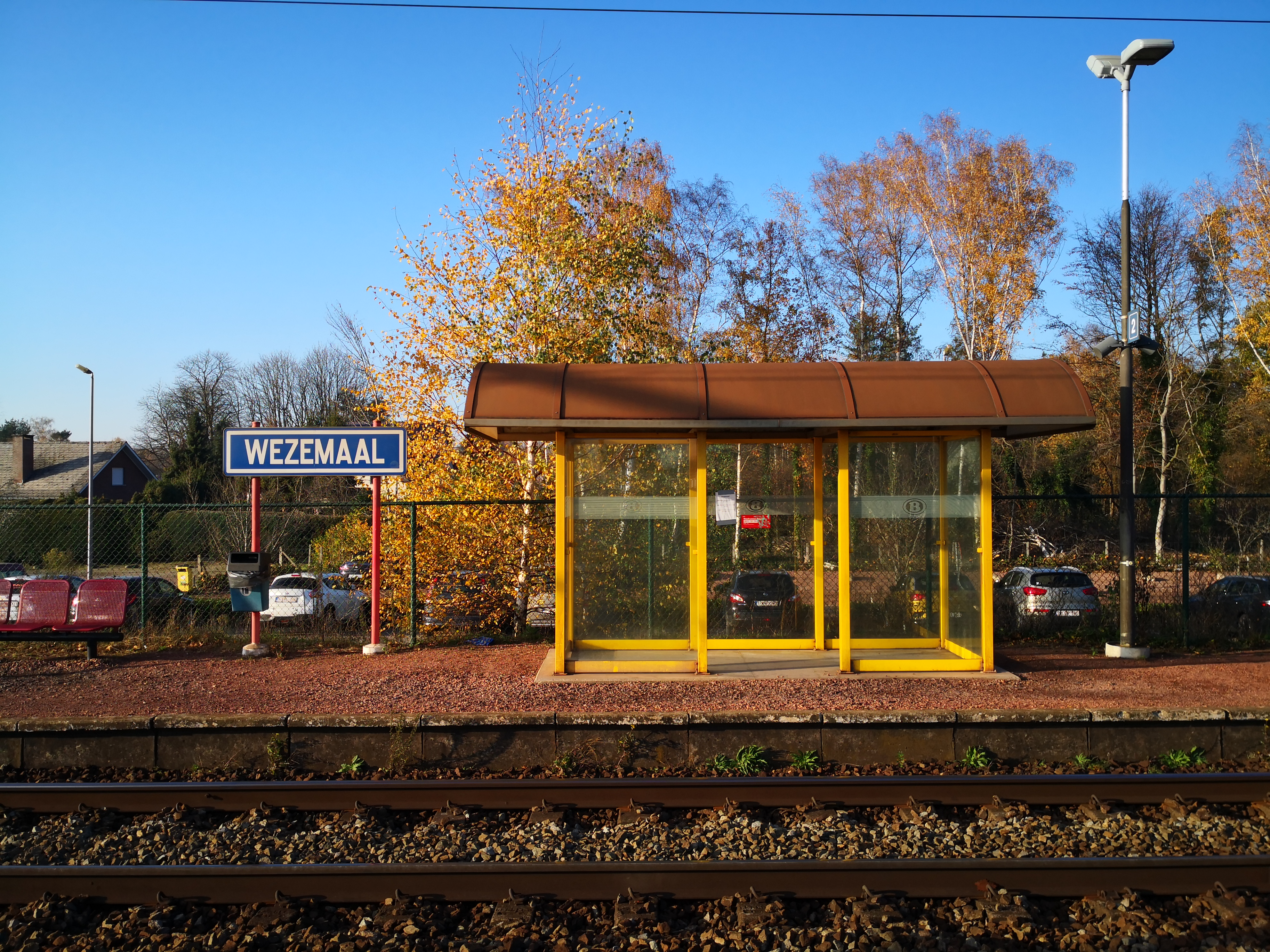
Wezemaal állomás 2020 előtt a társaság régi logójával
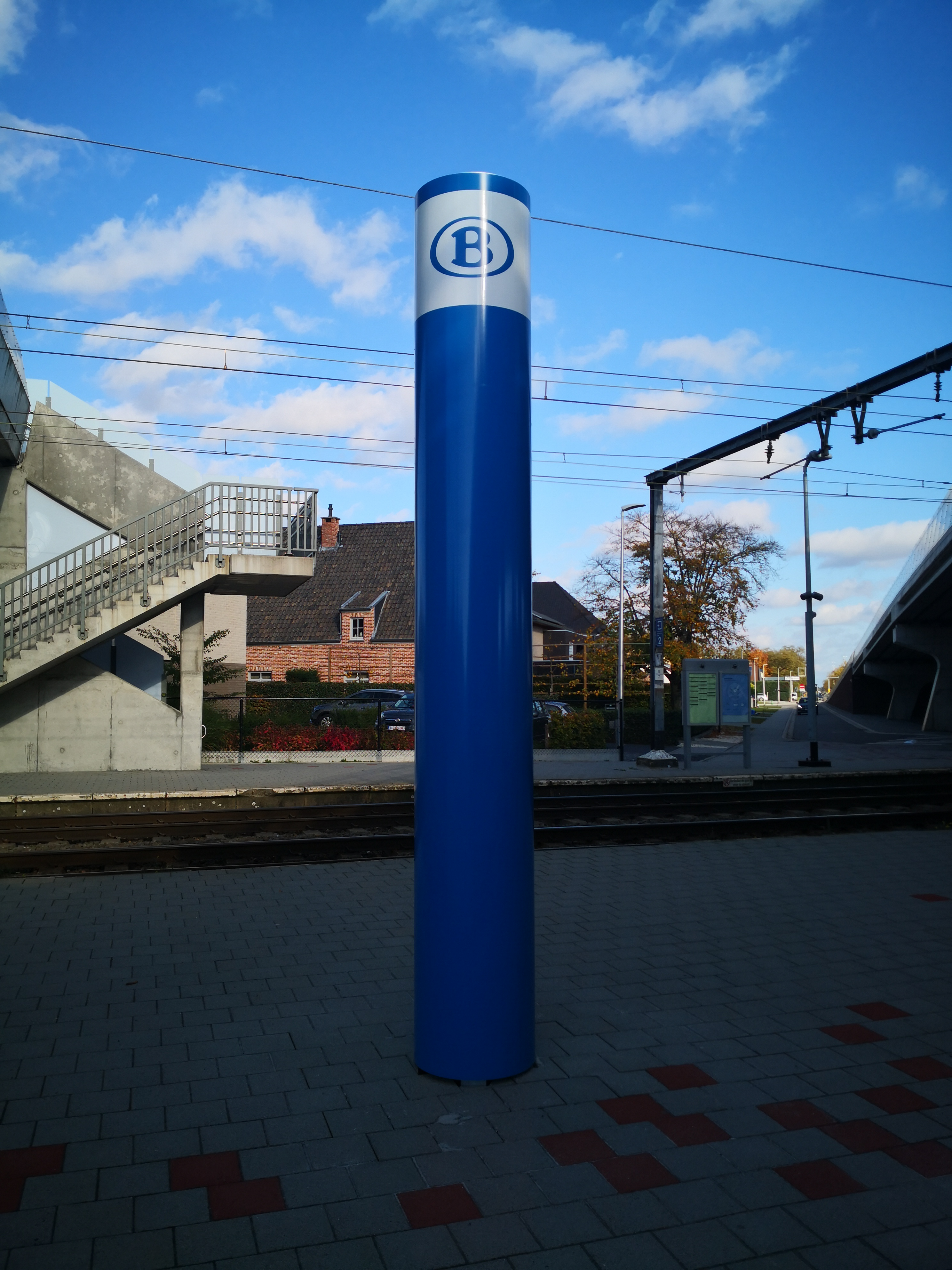
Kiewit állomás egyik oszlopa a társaság logójával
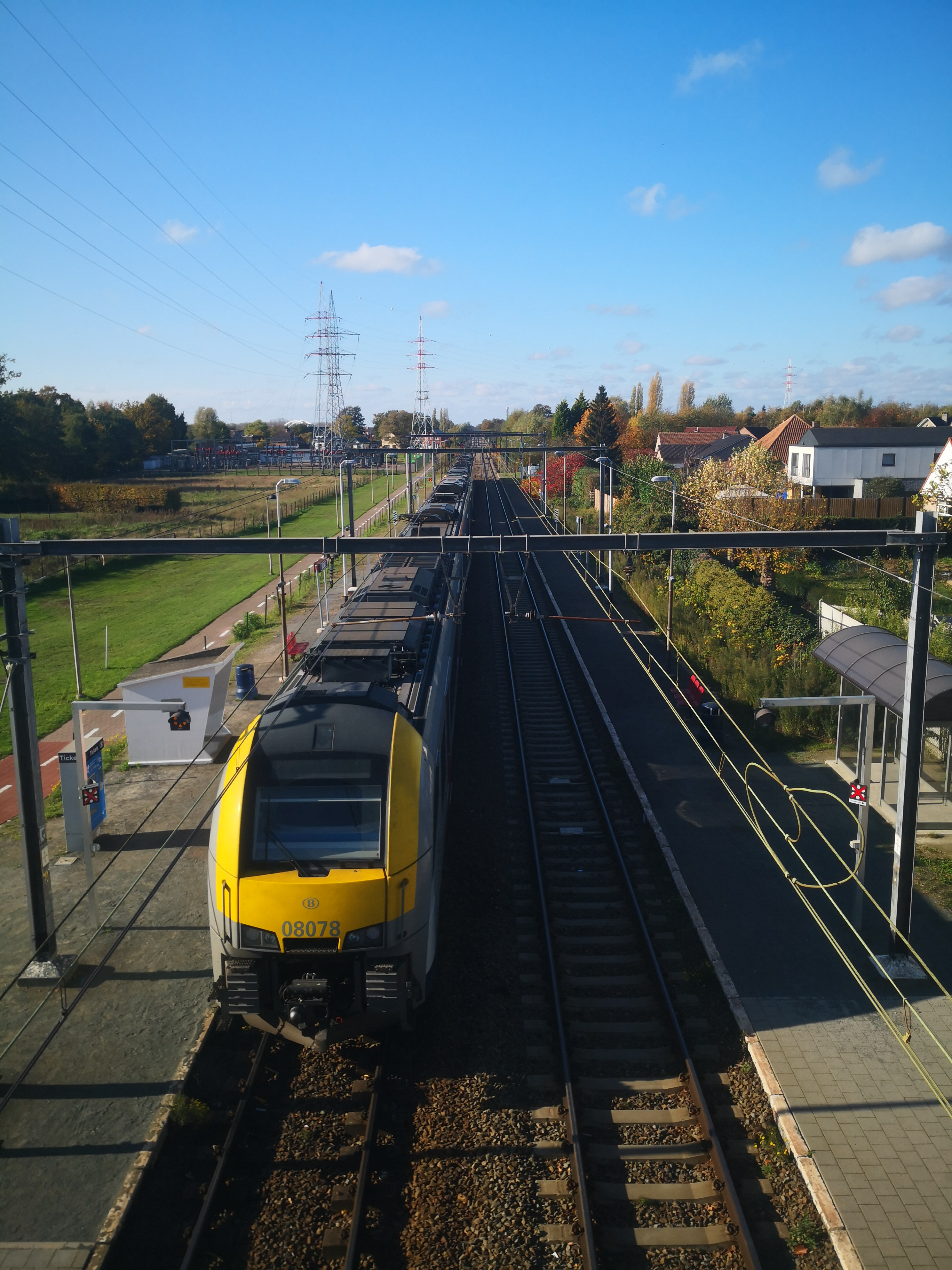
NMBS/SNCB MS08/AM08 Desiro motorvonat Kiewit állomáson
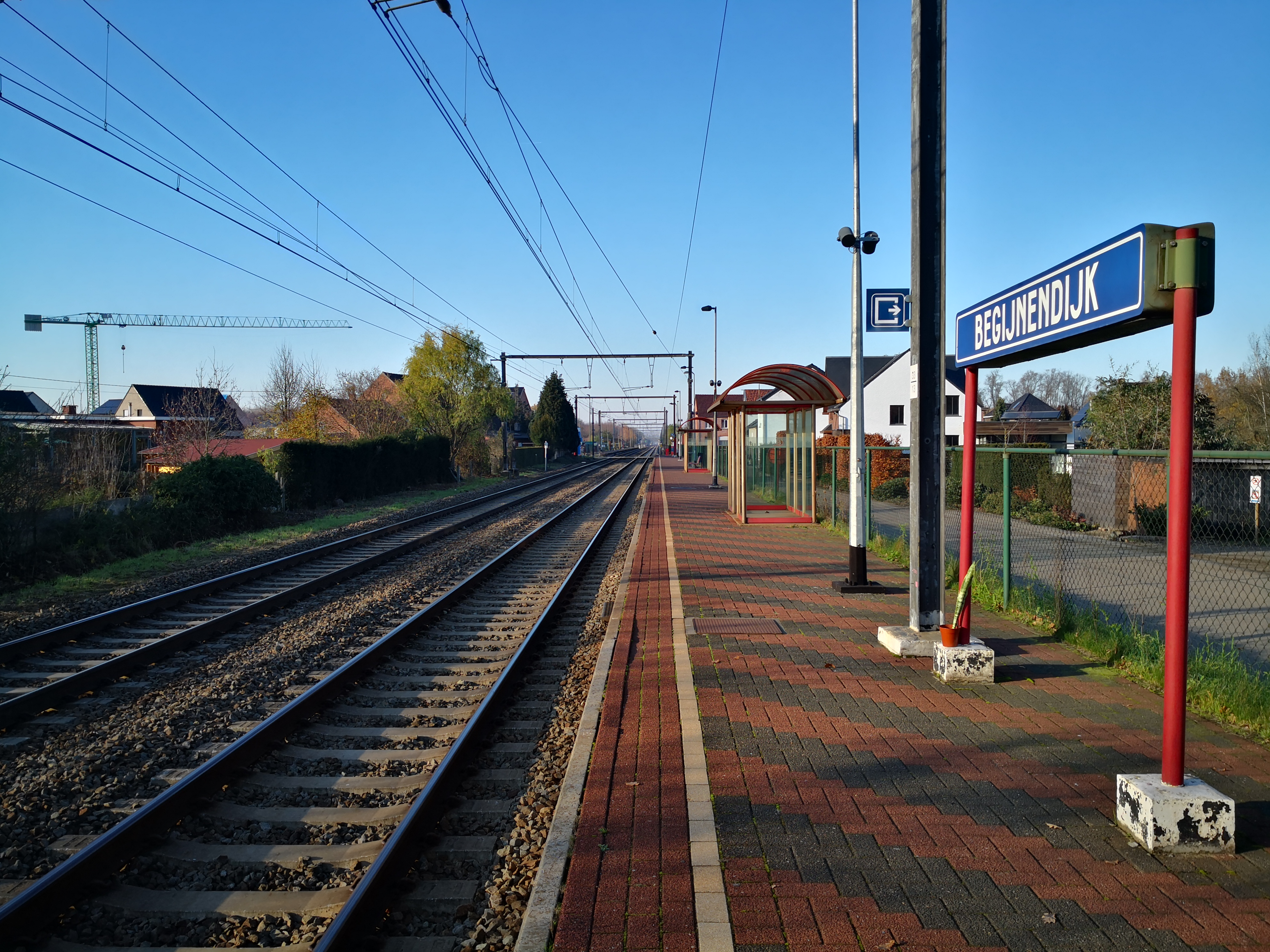
Begijnendijk állomás 2020-ban
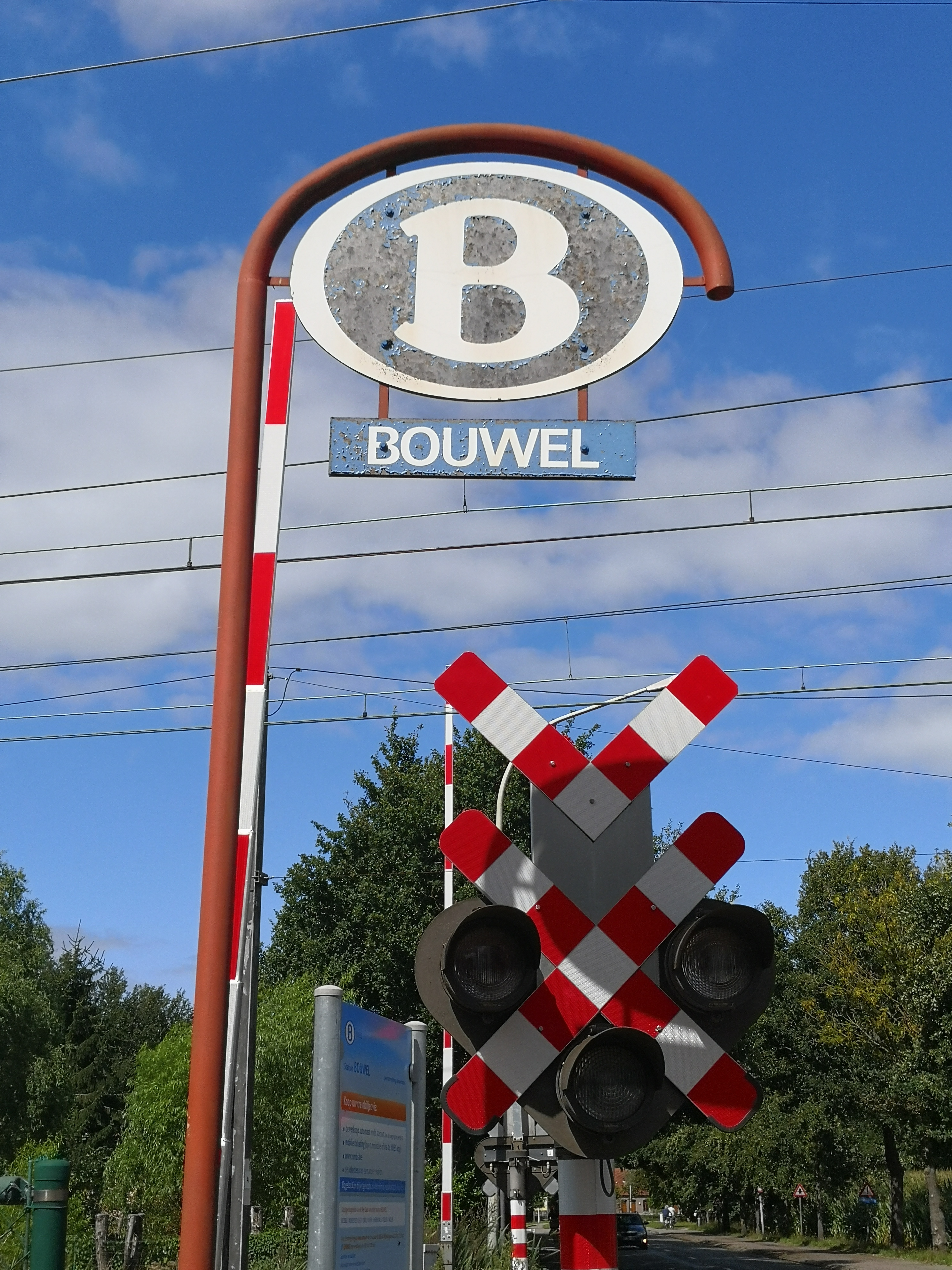
Bouwel állomás a társaság logójával egy vasúti átjárónál
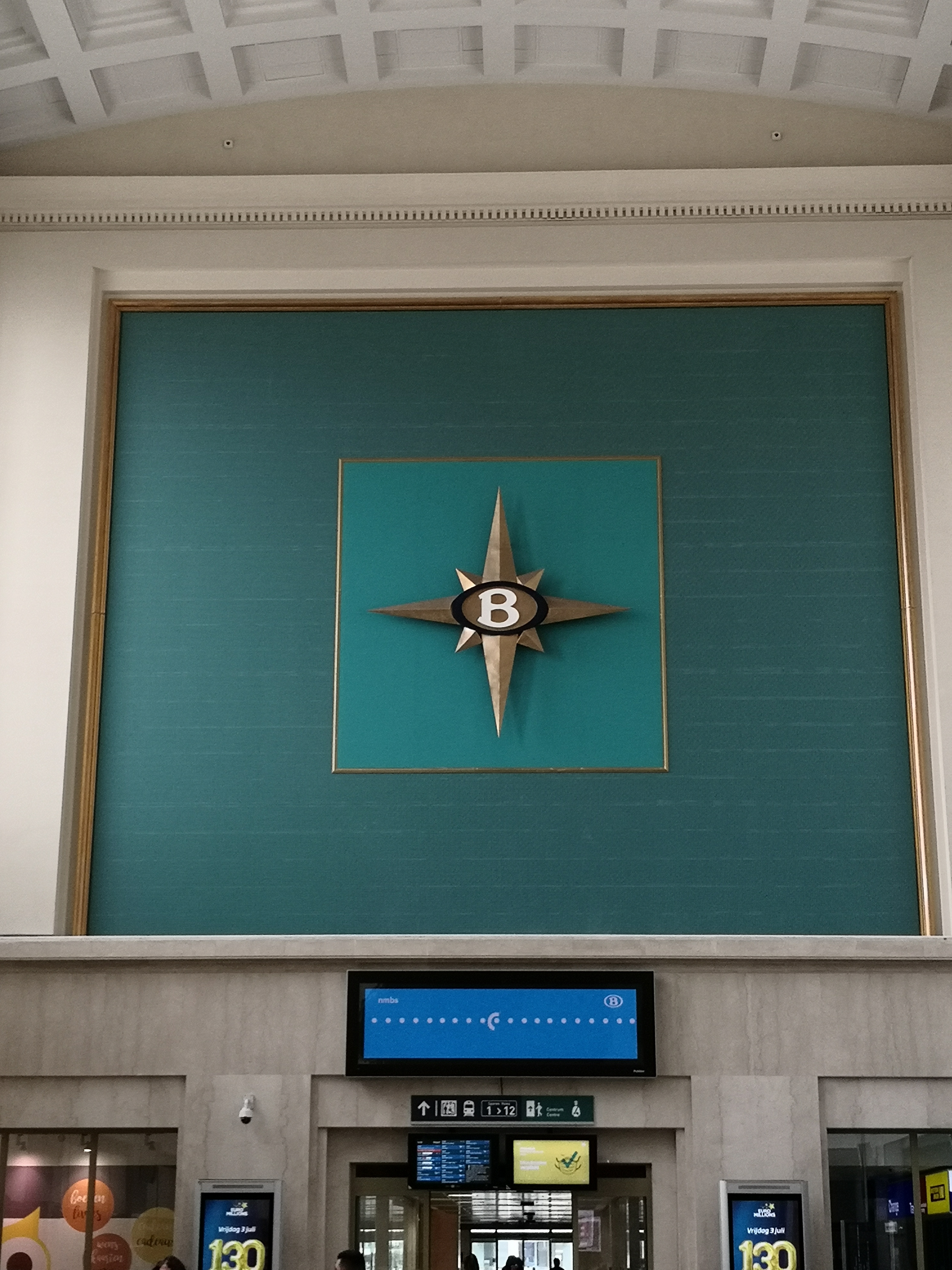
A B logó a Bruxelles-Nord állomáson

## Lásd még
- Belga mozdonyok és motorvonatok listája